# Hrnčiříkovití
Hrnčiříkovití (Furnariidae) jsou velká čeleď křikavých pěvců, zahrnující více než 300 druhů.

## Popis
Hrnčiříkovití představují malé až středně velké pěvce, jejichž velikost se pohybuje v rozmezí 13 až 28 cm. Křídla jsou relativně krátká, svým tvarem zaoblená či zašpičatělá, končetiny středně dlouhé, zobák tenký a na konci zašpičatělý. Barva peří obecně není příliš výrazná, typické je fádní, hnědavé zbarvení hřbetu a světlé opeření spodních partií, jež však může zdobit skvrnění či pruhování. Obě pohlaví bývají v rámci opeření podobná. Mnoho druhů vyniká bělavým hrdlem či světlým proužkem nad okem. V rámci této čeledi jsou sdružováni zástupci někdy osamostatněné čeledi klouzálků (Dendrocolaptidae), svým vzezřením i ekologií připomínající datlovité ptáky. Někteří klouzálkovití mají výrazný srpovitý zobák, jenž může dosahovat délky až třetiny těla.

## Chování a ekologie

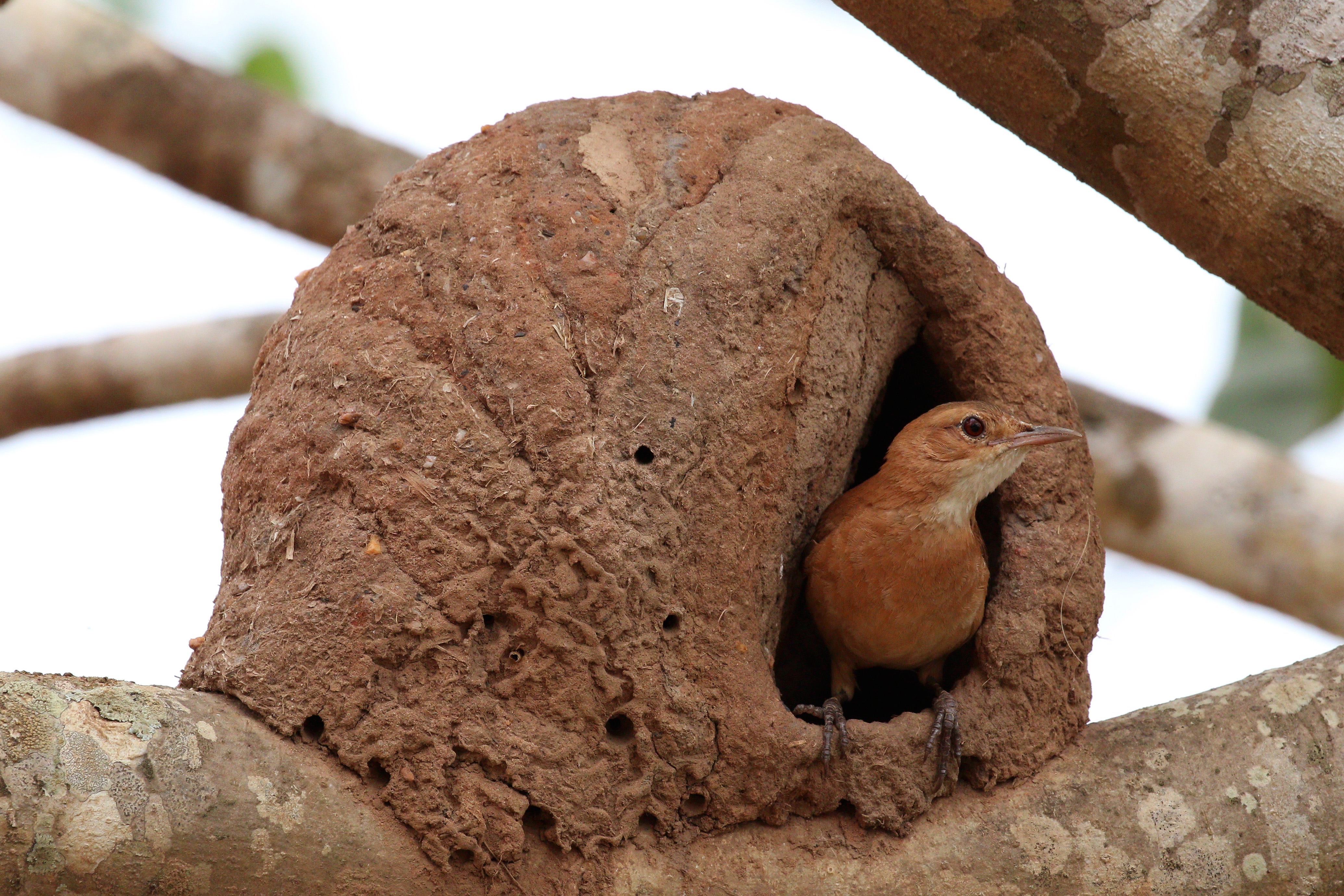
Hliněné hnízdo hrnčiříka

Hrnčiříkovití představují ptáky Střední a Jižní Ameriky, s areálem rozšíření sahajícím od středního Mexika až po Patagonii. Tolerují různorodá stanoviště, například různé typy lesů, křovinaté biotopy, pampy, horské oblasti a přivykli i životu v blízkosti lidských sídel. Řada hrnčiříkovitých představuje spíše slabé letce, obecně pak nelétají na velké vzdálenosti a nejsou tažní. Pozorovat lze buďto solitéry, páry, anebo menší hejna, někdy se sdružující i v rámci hejn mezidruhových. Jídelníček tvoří především hmyz a jiní drobní živočichové, přičemž někteří hrnčiříkovití shánějí potravu na zemi, jiní spíše v korunách. Klouzálkovití pátrají po kořisti na kmenech stromů, kdy po nich dovedou dovedně šplhat, u čehož se zapírají tuhými ocasními pery.
Hrnčiříkovitým vynesla jména jejich specializovaná uzavřená hnízda, která si však nebudují všechny druhy. Hrnčiřík prostý (Furnarius rufus) si každoročně s příchodem období dešťů staví bytelné hnízdo z hlíny a stébel trav, které měří asi 30×25 cm a jehož hmotnost se může pohybovat i okolo 10 kg. Celková výstavba tohoto hnízda, jež je navíc rozděleno do několika komůrek, může těmto ptákům trvat pouhé 3 týdny. Jiní hrnčiříkovití si hnízda mohou hloubit v hliněných stěnách či vytvářet v dutinách stromů, další druhy si z větví splétají stromová pytlovitá hnízda, jež mohou v rekordních případech vážit i několik desítek kilogramů a která může dokonce sdílet i větší počet párů. Příkladem takovýchto druhů jsou zástupci rodů Asthenes či Phacellodomus.

## Systematika
Za popisnou autoritu čeledi hrnčiříkovitých (Furnariidae) je pokládán George Robert Gray (1840). Z hlediska vnější systematiky spadá tato čeleď do kladu křikavých pěvců Furnariida/Furnariides, zahrnujícího z dalších „novosvětských“ křikavých ptáků čeledi Rhinocryptidae, Grallariidae, Thamnophilidae, Conopophagidae, Melanopareiidae a Formicariidae. Od hrnčiříkovitých bývají vydělovány samostatné čeledi Scleruridae a Dendrocolaptidae (klouzálkovití), svým postavením vůči zbývajícím Furnariidae zřejmě bazální (v tomto pořadí). Následující přehled rodů je však sdružuje v rámci hrnčiříkovitých, a to na základě dat Mezinárodní ornitologické unie.
Následující abecední seznam rodů založený na datech z Mezinárodní ornitologické údaje je doplněn o české názvosloví podle databáze BioLib. Zvýrazněny jsou rody řazeny do samostatných čeledí Dendrocolaptidae, resp. Scleruridae.

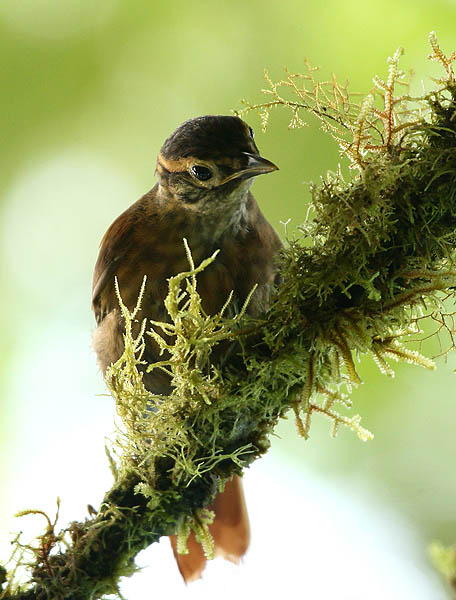
Hrnčiřík skořicovobrvý (Anabacerthia variegaticeps)

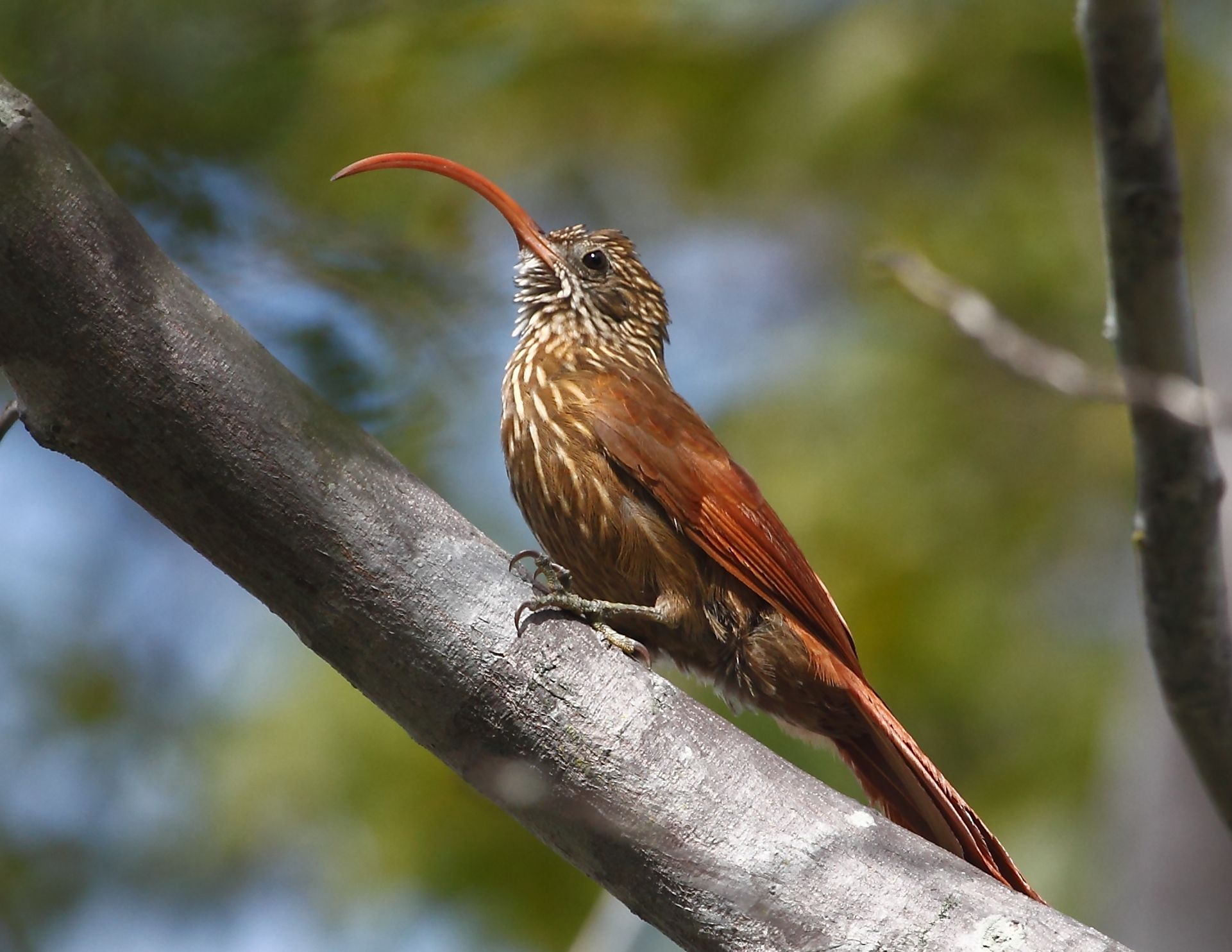
Srpozobec rudozobý (Campylorhamphus trochilirostris)

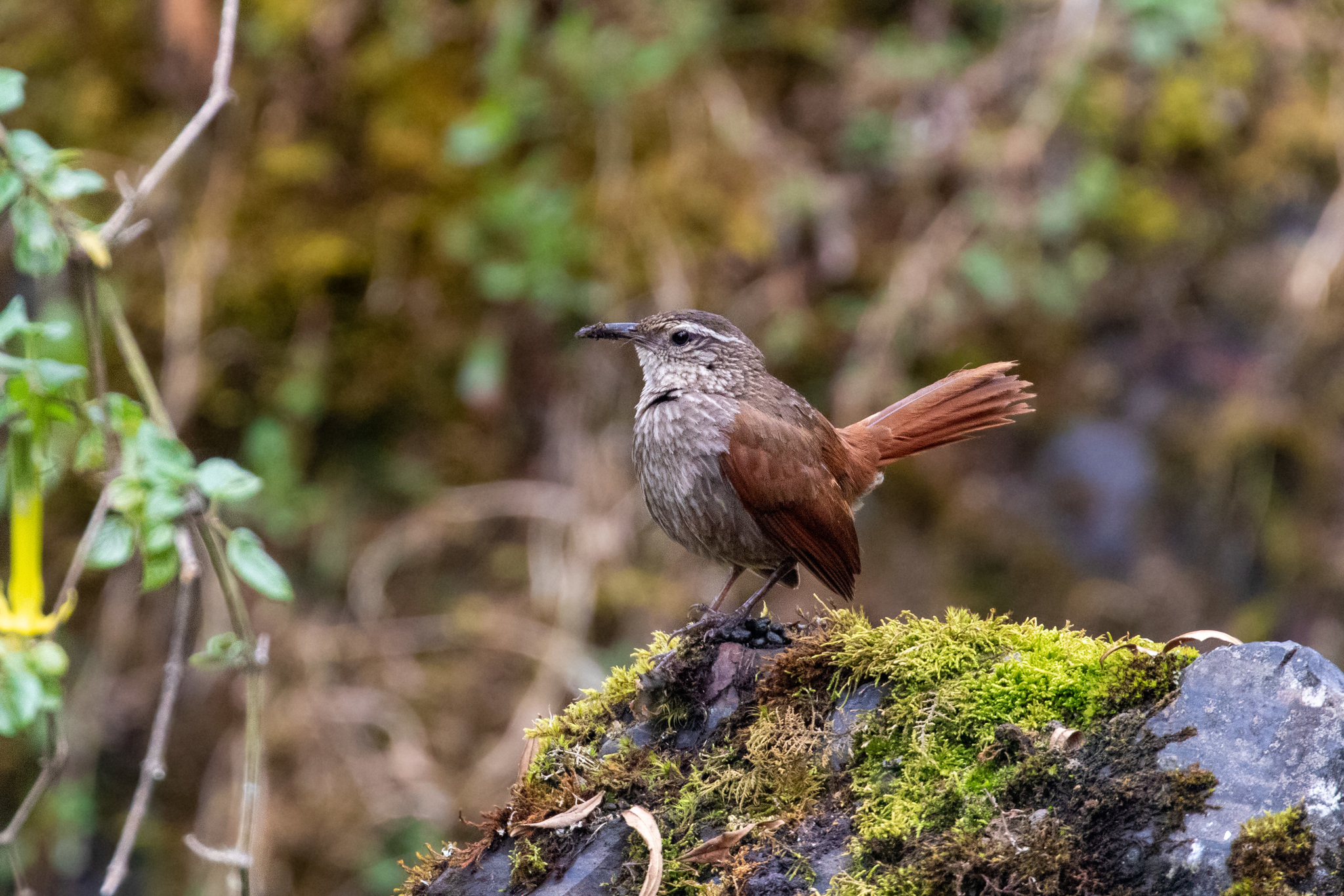
Kutálek čárkovaný (Geocerthia serrana)

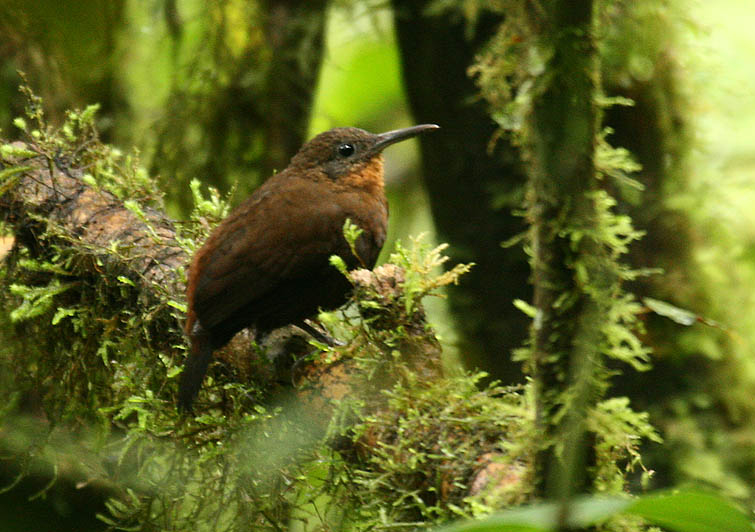
Hrnčiřík Sclerurus obscurior

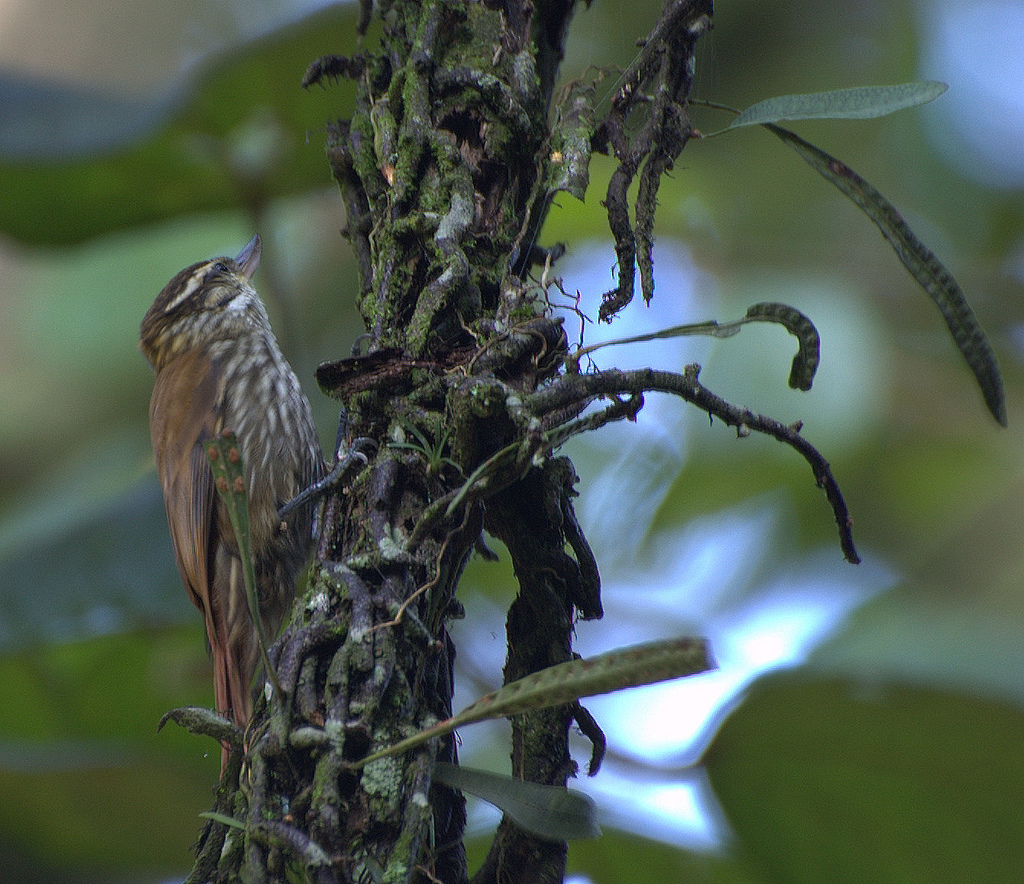
Hrnčiříček podhorský (Xenops rutilans)

- Acrobatornis Pacheco, Whitney & Gonzaga, 1996 – ostrochvostka
- Anabacerthia Lafresnaye, 1841 – hrnčiřík
- Anabazenops Lafresnaye, 1841 – hrnčiřík
- Ancistrops Sclater, PL, 1862 – hrnčiřík
- Anumbius d'Orbigny & Lafresnaye, 1838 – hrnčiřík
- Aphrastura Oberholser, 1899 – hrnčiřík
- Asthenes Reichenbach, 1853 – hrnčiřík
- Automolus Reichenbach, 1853 – hrnčiřík
- Berlepschia Ridgway, 1887 – hrnčiřík
- Campylorhamphus Bertoni, AW, 1901 – srpozobec, řazen do čeledi Dendrocolaptidae
- Certhiasomus Derryberry, Claramunt, Chesser, Aleixo, Cracraft, Moyle & Brumfield, 2010 – klouzálek, řazen do čeledi Dendrocolaptidae
- Certhiaxis Lesson, RP, 1844 – ostrochvostka
- Cichlocolaptes Reichenbach, 1853 – hrnčiřík
- Cinclodes Gray, GR, 1840 – skorcovec
- Clibanornis Sclater, PL & Salvin, 1873 – hrnčiřík
- Coryphistera Burmeister, 1860 – hrnčiřík
- Cranioleuca Reichenbach, 1853 – ostrochvostka
- Deconychura Cherrie, 1891 – klouzálek, řazen do čeledi Dendrocolaptidae
- Dendrexetastes Eyton, 1851 – klouzálek, řazen do čeledi Dendrocolaptidae
- Dendrocincla Gray, GR, 1840 – klouzálek, řazen do čeledi Dendrocolaptidae
- Dendrocolaptes Hermann, 1804 – klouzálek, řazen do čeledi Dendrocolaptidae
- Dendroma Swainson, 1837 – hrnčiřík
- Dendroplex Swainson, 1827 – klouzálek, řazen do čeledi Dendrocolaptidae
- Drymornis Eyton, 1852 – klouzálek, řazen do čeledi Dendrocolaptidae
- Drymotoxeres Claramunt, Derryberry, Chesser, Aleixo & Brumfield, 2010 – srpozobec, řazen do čeledi Dendrocolaptidae
- Furnarius Vieillot, 1816 – hrnčiřík
- Geocerthia Chesser & Claramunt, 2009 – kutálek
- Geositta Swainson, 1837 – kutálek, řazen do čeledi Scleruridae
- Glyphorynchus Wied-Neuwied, M, 1831 – klouzálek, řazen do čeledi Dendrocolaptidae
- Heliobletus Reichenbach, 1853 – hrnčiřík
- Hellmayrea Stolzmann, 1926 – ostrochvostka
- Hylexetastes Sclater, PL, 1889 – klouzálek, řazen do čeledi Dendrocolaptidae
- Lepidocolaptes Reichenbach, 1853 – klouzálek, řazen do čeledi Dendrocolaptidae
- Leptasthenura Reichenbach, 1853 – ostrochvostka
- Limnoctites Hellmayr, 1925 – ostrochvostka
- Limnornis Gould, 1839 – ostrochvostka
- Lochmias Swainson, 1827 – hrnčiřík
- Margarornis Reichenbach, 1853 – šplhálek
- Mazaria Claramunt, 2014 – ostrochvostka
- Megaxenops Reiser, 1905 – hrnčiřík
- Metopothrix Sclater, PL & Salvin, 1866 – hrnčiřík
- Microxenops Chapman, 1914 – hrnčiříček
- Nasica Lesson, RP, 1830 – klouzálek, řazen do čeledi Dendrocolaptidae
- Ochetorhynchus Meyen, 1834 – kutálek
- Phacellodomus Reichenbach, 1853 – hrnčiřík
- Philydor Spix, 1824 – hrnčiřík
- Phleocryptes Cabanis & Heine, 1860 – ostrochvostka
- Premnoplex Cherrie, 1891 – šplhálek
- Premnornis Ridgway, 1909 – šplhálek
- Pseudasthenes Derryberry, Claramunt, O'Quin, Aleixo, Chesser, Remsen & Brumfield, 2010 – hrnčiřík
- Pseudocolaptes Reichenbach, 1853 – hrnčiřík
- Pseudoseisura Reichenbach, 1853 – hrnčiřík
- Pygarrhichas Burmeister, 1837 – šplhálek
- Roraimia Chapman, 1929 – šplhálek
- Sclerurus Swainson, 1827 – hrnčiřík, řazen do čeledi Scleruridae
- Schoeniophylax Ridgway, 1909 – ostrochvostka
- Siptornis Reichenbach, 1853 – hrnčiřík
- Sittasomus Swainson, 1827 – klouzálek, řazen do čeledi Dendrocolaptidae
- Spartonoica Peters, JL, 1950 – ostrochvostka
- Sylviorthorhynchus Gay, 1845 – hrnčiřík
- Synallaxis Vieillot, 1818 – ostrochvostka
- Syndactyla Reichenbach, 1853 – hrnčiřík
- Tarphonomus Chesser & Brumfield, 2007 – hrnčiřík
- Thripadectes Sclater, PL, 1862 – hrnčiříkovec
- Thripophaga Cabanis, 1847 – hrnčiřík
- Upucerthia Geoffroy Saint-Hilaire, I, 1832 – kutálek
- Xenerpestes Berlepsch, 1886 – hrnčiřík
- Xenops Illiger, 1811 – hrnčiříček
- Xiphocolaptes Lesson, RP, 1840 – klouzálek, řazen do čeledi Dendrocolaptidae
- Xiphorhynchus Swainson, 1827 – klouzálek, řazen do čeledi Dendrocolaptidae